# Thupten Ningee
Thupten Nyinjey (tibétain : ཐུབ་བསྟན་ཉིན་བྱེད, Wylie : thub bstan nyin byed) aussi appelé Thupten Ningee, Phechö Thubten Nyinchen et Phechoe Thupten Nyinchen, né le 5 mai 1922 est un moine et un homme politique tibétain. 

## Biographie
Thupten Nyinjey est né le 5 mai 1922 dans une petite famille paysanne de Yakde Derab, au Tibet. 
Son père se nomme Phuntsok Yugyel  et sa mère Dolkar. 
Thupten Nyinjey rejoint le monastère de Séra-Jey à l'âge de 5 ou 6 ans et reçoit son ordination monastique du 13e dalaï-lama. 
Il suit ses premières études à l'école Tsenyer, à proximité du Potala. Il est choisi pour terminer ses études à l'école Tse, pendant 9 ans jusqu'en 1941, année où il est nommé fonctionnaire du gouvernement.
Il s'enfuit du Tibet en 1959 et s'engage dans le service social du camp de réfugiés tibétains de Buxa Duar dont il devient chef. En septembre de la même année, il s'installe à Mussoorie et où il œuvre à la création du ministère de l'Intérieur tibétain. En 1960, il s'installe à Dharamsala dans l'Himachal Pradesh et dirige le nouveau centre Montessori pour les enfants de réfugiés tibétains et aide à l'admission d'enfants tibétains dans les écoles de Missamari et de Buxa Duar. En 1961, il est nommé assistant kalön pour le ministère de l'Éducation de Delhi. En 1965, il est nommé assistant du représentant de Delhi, Shakappa Wangchuk Deden. Il est représentant officiant au Bureau du dalaï-lama à New Delhi de 1966 à 1972. Il est ensuite assistant du représentant de Delhi de 1972 à 1973. Il est nommé ministre (kalön) du ministère de l'Éducation le 6 février 1974. Il est également ministre du Département de le Religion et de la Culture de 1975 à 1980. En raison de problèmes de santé, il prend sa retraite le 20 septembre 1980 et continue de travailler jusqu'à sa mort.